# Flaga Kastylii i Leónu
Flaga Kastylii i Leónu – flaga ta jest taka sama jak chorągiew używana w latach 1230–1479. W polach 1 i 4 jest herb Kastylii (zamek), w polach 2 i 3 herb León (lew).
Przyjęta 25 lutego 1983 roku. Proporcje 76:99.

## Flagi używane w Kastylii

## Flagi używane w Leónie